# Orthogonis zentae
Orthogonis zentae là một loài ruồi trong họ Asilidae. Orthogonis zentae được Paramonov miêu tả năm 1958. Loài này phân bố ở miền Australasia.